# 宮之原明子
宮之原 明子（みやのはら あきこ、1974年〈昭和49年〉9月25日 - ）は、日本の実業家。ローカルアイドル「Seven Colors」プロデューサー。

## 略歴・人物
鹿児島県鹿児島市出身・在住。老舗納豆屋の長女として誕生。鹿児島純心女子短期大学在学中、母の宮之原清子が設立した人材派遣会社『清友』を手伝い、卒業後に入社。母が会長職に就くと同時に社長に就任。2010年（平成22年）に株式会社ミエルカを設立。イベント・モデル・デモンストレーション事業などを展開している。
2016年、就労継続支援A型事業所『就労支援事業所さくら』を開所。2017年、就労継続支援A型，B型（多機能）事業所『一般社団法人グッジョブかごしま』を立ち上げた。
親族に、日本教職員組合（日教組）委員長や日本社会党参議院議員を務めた宮之原貞光がいる（祖父の従兄弟）。
2020年（令和2年）現在、社会福祉法人陽光会の理事、鹿児島経済同友会の運営委員などを務める。

## 主なプロデュース活動
- 美人時計鹿児島版（2011年）[6]
- 美人ビアガーデン（2012年）[7]
- Happy Dinning虹家（居酒屋、2012年）[8]
- 鹿児島県ローカルアイドル「Seven Colors」（2012年）[9]
- 薩摩こんしぇるじゅ。（2014年）[10]
- かごしまchaガール（2015年）[11]
- 天文館果実堂（天文館フルーツパーラ、2018年）[12]